# Championnat d'Uruguay de football 2025
Navigation
Primera División 2024 Liga AUF 2026
La saison 2025 de Liga AUF Uruguaya est la 122e édition du Championnat d'Uruguay de football de première division. À cette occasion, le tournoi est nommé « Liga AUF Uruguaya Juan Manuel Izquierdo », en hommage au footballeur uruguayen qui a subi un accident lors d'un match de la Copa Libertadores 2024 et qui est décédé plus tard.
Le nom du tournoi Apertura rend hommage à Eduardo Arsuaga, ancien président du Defensor SC. Le Tournoi Intermédiaire portera le nom de Mathías Acuña, footballeur en activité décédé le 4 janvier 2025. Enfin, le Tournoi Clausura portera le nom de José Ignacio Villarreal, ancien président et champion en 1984 avec le Central Español FC, récemment décédé.
Cette édition compte 16 équipes, les 13 meilleures de la saison précédente et 3 clubs de l'édition précédente de la Segunda División Profesional, le CD Plaza Colonia, le Montevideo City Torque et le CA Juventud.

## Règlement
La Liga AUF Uruguaya 2025 est composée de seize clubs qui s'affrontent lors de trois tournois, l'Apertura, l'Intermédiaire et le Clausura. Lors des tournois Apertura et Clausura, les équipes s'affrontent à une seule reprise selon un tirage réalisé en début d'année, ceux accueillant lors de l'Apertura se déplacent lors du Clausura. Les deux vainqueurs de ces tournois ainsi que l'équipe la mieux classée au classement général de la saison si ce n'est pas un des deux vainqueurs, s'affrontent lors d'une phase finale à trois pour définir le champion. Si les deux tournois sont remportés par le même club, alors il est sacré champion.
Le tournoi intermédiaire ce joue entre les deux autres. Les seizes équipes sont divisé en deux groupes de 8 équipes qui s'affrontent à une seule reprise selon un tirage au sort. Les deux vainqueurs de chaque groupe s'affrontent en finale. Cette compétition attribue une place à la Copa Sudamericana 2026.
À la fin de la compétition, le champion et le vice-champion se qualifient pour la phase de groupe de la Copa Libertadores 2026 alors que les deux meilleures équipes du classement cumulé hors finaliste se qualifient pour la phase préliminaire de la même compétition. Les trois clubs suivants au classement général se qualifient pour la Copa Sudamericana 2026.
La relégation en Segunda División Profesional est déterminée sur la base du classement moyen sur deux saisons. Les trois derniers de ce classement sont relégués.

## Participants
L'édition 2025 est la 20e édition à seize équipes, les trois promus de Segunda División Profesional sont le CD Plaza Colonia, le Montevideo City Torque et le CA Juventud. Ces trois clubs remplacent les trois clubs relégués, le Rampla Juniors FC, le CA Fénix et le CD Maldonado.
| Club                    | Ville                  | Stade                               | Capacité | Classement 2024        |
| ----------------------- | ---------------------- | ----------------------------------- | -------- | ---------------------- |
| CA Peñarol              | Montevideo             | Campeón del Siglo                   | 40 700   | 1er                    |
| Club Nacional           | Montevideo             | Gran Parque Central                 | 37 000   | 2e                     |
| CA Boston River         | Montevideo             | Campeones Olímpicos (Florida)       | 5 124    | 3e                     |
| Defensor SC             | Montevideo             | Luis Franzini                       | 16 000   | 4e                     |
| Cerro Largo FC          | Melo                   | Arquitecto Antonio Eleuterio Ubilla | 9 000    | 5e                     |
| Danubio FC              | Montevideo             | Jardines del Hipódromo              | 18 000   | 6e                     |
| RC Montevideo           | Montevideo             | Parque Osvaldo Roberto              | 4 500    | 7e                     |
| Montevideo Wanderers FC | Montevideo             | Alfredo Víctor Viera                | 10 500   | 8e                     |
| CA River Plate          | Montevideo             | Parque Federico Saroldi             | 5 165    | 9e                     |
| CS Miramar Misiones     | Montevideo             | Parque Palermo                      | 4 072    | 10e                    |
| CA Progreso             | Montevideo             | Abraham Paladino                    | 3 200    | 11e                    |
| Liverpool FC            | Montevideo             | Belvedere                           | 8 384    | 12e                    |
| CA Cerro                | Montevideo             | Luis Tróccoli                       | 25 000   | 13e                    |
| CD Plaza Colonia        | Colonia del Sacramento | Juan Gaspar Prandi                  | 3 000    | 1er (Segunda División) |
| Montevideo City Torque  | Montevideo             | Centenario                          | 60 235   | 3e (Segunda División)  |
| CA Juventud             | Las Piedras            | Juventud Parque Artigas             | 7 000    | 5e (Segunda División)  |

Légende des couleurs
- Phase de groupe de la Copa Libertadores 2025
- Tour préliminaire de la Copa Libertadores 2025
- Phase de groupe de la Copa Sudamericana 2025
- Promu de Segunda División Profesional 2024

## Compétition

### Tournoi Apertura - Juan Izquierdo
| Rang | Équipe                   | Pts  | J  | G | N | P | Bp | Bc | Diff |
| ---- | ------------------------ | ---- | -- | - | - | - | -- | -- | ---- |
| 1    | Liverpool FC             | 32   | 15 | 9 | 5 | 1 | 22 | 9  | +13  |
| 2    | Club Nacional            | 31   | 15 | 9 | 4 | 2 | 35 | 16 | +19  |
| 3    | CA Juventud P            | 30   | 15 | 9 | 3 | 3 | 23 | 15 | +8   |
| 4    | CA Peñarol T             | 27   | 15 | 8 | 3 | 4 | 21 | 17 | +4   |
| 5    | Defensor SC              | 24   | 15 | 7 | 3 | 5 | 17 | 12 | +5   |
| 6    | RC Montevideo            | 23   | 15 | 6 | 5 | 4 | 14 | 10 | +4   |
| 7    | CA Boston River          | 22   | 15 | 6 | 4 | 5 | 16 | 17 | -1   |
| 8    | Cerro Largo FC           | 21   | 15 | 5 | 6 | 4 | 15 | 16 | -1   |
| 9    | CD Plaza Colonia P       | 19   | 15 | 5 | 4 | 6 | 13 | 13 | 0    |
| 10   | Montevideo City Torque P | 17   | 15 | 4 | 5 | 6 | 16 | 22 | -6   |
| 11   | CA Progreso              | 15   | 15 | 3 | 6 | 6 | 17 | 27 | -10  |
| 12   | CA Cerro                 | 14-1 | 15 | 3 | 6 | 6 | 13 | 20 | -7   |
| 13   | Montevideo Wanderers FC  | 12   | 15 | 2 | 6 | 7 | 12 | 17 | -5   |
| 14   | Danubio FC               | 12   | 15 | 1 | 9 | 5 | 12 | 17 | -5   |
| 15   | CS Miramar Misiones      | 12   | 15 | 3 | 3 | 9 | 16 | 24 | -8   |
| 16   | CA River Plate           | 10   | 15 | 2 | 4 | 9 | 10 | 20 | -10  |

| Légende : Qualifications et relégations | Légende : Qualifications et relégations                                                                 |
| --------------------------------------- | --- |
|                                         | Qualifié pour la phase finale                                                                           |
|                                         | T : Tenant du titre P : Promus de Segunda División Profesional C : Vainqueur de la Coupe d'Uruguay 2025 |

### Tournoi Intermédiaire - Mathías Acuña
| Rang | Équipe                  | Pts | J | G | N | P | Bp | Bc | Diff |
| ---- | ----------------------- | --- | - | - | - | - | -- | -- | ---- |
| 1    | CA Peñarol T            | 16  | 7 | 5 | 1 | 1 | 15 | 5  | +10  |
| 2    | Defensor SC             | 14  | 7 | 4 | 2 | 1 | 12 | 10 | +2   |
| 3    | Montevideo Wanderers FC | 12  | 7 | 3 | 3 | 1 | 6  | 5  | +1   |
| 4    | CD Plaza Colonia P      | 8   | 7 | 1 | 5 | 1 | 6  | 7  | -1   |
| 5    | Liverpool FC            | 8   | 7 | 2 | 2 | 3 | 10 | 12 | -2   |
| 6    | CA Cerro                | 8   | 7 | 2 | 2 | 3 | 7  | 9  | -2   |
| 7    | CA River Plate          | 5   | 7 | 1 | 2 | 4 | 6  | 10 | -4   |
| 8    | Cerro Largo FC          | 3   | 7 | 0 | 3 | 4 | 7  | 11 | -4   |

| Rang | Équipe                   | Pts | J | G | N | P | Bp | Bc | Diff |
| ---- | ------------------------ | --- | - | - | - | - | -- | -- | ---- |
| 1    | Club Nacional            | 21  | 7 | 7 | 0 | 0 | 16 | 6  | +10  |
| 2    | CA Juventud P            | 15  | 7 | 5 | 0 | 2 | 14 | 11 | +3   |
| 3    | RC Montevideo            | 13  | 7 | 4 | 1 | 2 | 11 | 6  | +5   |
| 4    | Danubio FC               | 10  | 7 | 3 | 1 | 3 | 11 | 11 | 0    |
| 5    | CA Boston River          | 7   | 7 | 2 | 1 | 4 | 8  | 12 | -4   |
| 6    | CA Progreso              | 6   | 7 | 2 | 0 | 5 | 4  | 10 | -6   |
| 7    | Montevideo City Torque P | 5   | 7 | 1 | 2 | 4 | 10 | 12 | -2   |
| 8    | CS Miramar Misiones      | 4   | 7 | 1 | 1 | 5 | 2  | 8  | -6   |

Finale
| Équipe     | Score             | Équipe        |
| ---------- | ----------------- | ------------- |
| CA Peñarol | 0 - 0 Tab : 5 - 3 | Club Nacional |

### Tournoi Clausura - José Ignacio Villarreal
| Rang | Équipe                   | Pts | J | G | N | P | Bp | Bc | Diff |
| ---- | ------------------------ | --- | - | - | - | - | -- | -- | ---- |
| 1    | Cerro Largo FC           | 9   | 3 | 3 | 0 | 0 | 5  | 1  | +4   |
| 2    | CA Boston River          | 7   | 3 | 2 | 1 | 0 | 7  | 2  | +5   |
| 3    | Liverpool FC             | 7   | 3 | 2 | 1 | 0 | 3  | 1  | +2   |
| 4    | CA Peñarol T             | 6   | 3 | 2 | 0 | 1 | 6  | 3  | +3   |
| 5    | RC Montevideo            | 6   | 3 | 2 | 0 | 1 | 3  | 2  | +1   |
| 6    | Defensor SC              | 6   | 3 | 2 | 0 | 1 | 2  | 4  | -2   |
| 7    | CA Cerro                 | 4   | 3 | 1 | 1 | 1 | 3  | 2  | +1   |
| 8    | Danubio FC               | 4   | 3 | 1 | 1 | 1 | 2  | 2  | 0    |
| 9    | Montevideo City Torque P | 4   | 3 | 1 | 1 | 1 | 5  | 6  | -1   |
| 10   | Club Nacional            | 3-3 | 3 | 2 | 0 | 1 | 8  | 6  | +2   |
| 11   | CS Miramar Misiones      | 3   | 3 | 1 | 0 | 2 | 4  | 4  | 0    |
| 12   | CA Juventud P            | 3   | 3 | 1 | 0 | 2 | 3  | 5  | -2   |
| 13   | Montevideo Wanderers FC  | 1   | 3 | 0 | 1 | 2 | 1  | 3  | -2   |
| 14   | CA River Plate           | 1   | 3 | 0 | 1 | 2 | 0  | 3  | -3   |
| 15   | CD Plaza Colonia P       | 1   | 3 | 0 | 1 | 2 | 1  | 5  | -4   |
| 16   | CA Progreso              | 0   | 3 | 0 | 0 | 3 | 3  | 7  | -4   |

| Légende : Qualifications et relégations | Légende : Qualifications et relégations                                                                 |
| --------------------------------------- | --- |
|                                         | Qualifié pour la phase finale                                                                           |
|                                         | T : Tenant du titre P : Promus de Segunda División Profesional C : Vainqueur de la Coupe d'Uruguay 2025 |

### Classement cumulé de la saison 2025
| Rang | Équipe                   | Pts  | J  | G  | N  | P  | Bp | Bc | Diff |
| ---- | ------------------------ | ---- | -- | -- | -- | -- | -- | -- | ---- |
| 1    | Club Nacional            | 55-3 | 25 | 18 | 4  | 3  | 59 | 28 | +31  |
| 2    | CA Peñarol T             | 49   | 25 | 15 | 4  | 6  | 42 | 25 | +17  |
| 3    | CA Juventud P            | 48   | 25 | 15 | 3  | 7  | 40 | 32 | +8   |
| 4    | Liverpool FC             | 47   | 25 | 13 | 8  | 4  | 35 | 22 | +13  |
| 5    | Defensor SC              | 44   | 25 | 13 | 5  | 7  | 31 | 26 | +5   |
| 6    | RC Montevideo            | 42   | 25 | 12 | 6  | 7  | 28 | 18 | +10  |
| 7    | CA Boston River          | 36   | 25 | 10 | 6  | 9  | 31 | 31 | 0    |
| 8    | Cerro Largo FC           | 33   | 25 | 8  | 9  | 8  | 27 | 28 | -1   |
| 9    | CD Plaza Colonia P       | 28   | 25 | 6  | 10 | 9  | 20 | 25 | -5   |
| 10   | Danubio FC               | 26   | 25 | 5  | 11 | 9  | 25 | 30 | -5   |
| 11   | CA Cerro                 | 26-1 | 25 | 6  | 9  | 10 | 23 | 31 | -8   |
| 12   | Montevideo City Torque P | 26   | 25 | 6  | 8  | 11 | 30 | 39 | -9   |
| 13   | Montevideo Wanderers FC  | 25   | 25 | 5  | 10 | 10 | 19 | 25 | -6   |
| 14   | CA Progreso              | 21   | 25 | 5  | 6  | 14 | 24 | 44 | -20  |
| 15   | CS Miramar Misiones      | 19   | 25 | 5  | 4  | 16 | 22 | 36 | -14  |
| 16   | CA River Plate           | 16   | 25 | 3  | 7  | 15 | 16 | 33 | -17  |

| Légende : Qualifications et relégations | Légende : Qualifications et relégations                                                                 |
| --------------------------------------- | --- |
|                                         | Qualifié pour la phase finale Qualification pour le tour préliminaire de la Copa Libertadores 2026      |
|                                         | Qualification pour le tour préliminaire de la Copa Libertadores 2026                                    |
|                                         | Qualification pour le tour préliminaire de la Copa Sudamericana 2026                                    |
|                                         | T : Tenant du titre P : Promus de Segunda División Profesional C : Vainqueur de la Coupe d'Uruguay 2025 |

### Classement de relégation
La relégation se fait selon la règle du pourcentage. Ainsi à la fin de la saison (succession de deux tournois) un classement est établi en divisant le nombre de points acquis par le nombre de matchs joués sur les deux dernières saisons. Les équipes reléguées sont les dernières de ce classement.
| Rang | Club                     | Total | Matchs | 2024 | 2025 | Moyenne |
| 1    | CA Peñarol T             | 142   | 62     | 93   | 49   | 2,290   |
| 2    | Club Nacional            | 141   | 62     | 86   | 55   | 2,274   |
| 3    | CA Juventud P            | 48    | 25     | -    | 48   | 1,920   |
| 4    | Defensor SC              | 103   | 62     | 59   | 44   | 1,661   |
| 5    | CA Boston River          | 96    | 62     | 60   | 36   | 1,548   |
| 6    | RC Montevideo            | 94    | 62     | 52   | 42   | 1,516   |
| 7    | Cerro Largo FC           | 87    | 62     | 54   | 33   | 1,403   |
| 8    | Liverpool FC             | 86    | 62     | 39   | 47   | 1,387   |
| 9    | Danubio FC               | 79    | 62     | 53   | 26   | 1,274   |
| 10   | Montevideo Wanderers FC  | 73    | 62     | 48   | 25   | 1,177   |
| 11   | CD Plaza Colonia P       | 28    | 25     | -    | 28   | 1,120   |
| 12   | CA Cerro                 | 65    | 62     | 39   | 26   | 1,048   |
| 13   | Montevideo City Torque P | 26    | 25     | -    | 26   | 1,040   |
| 14   | CA Progreso              | 61    | 62     | 40   | 21   | 0,984   |
| 15   | CS Miramar Misiones      | 59    | 62     | 40   | 19   | 0,952   |
| 16   | CA River Plate           | 56    | 62     | 40   | 16   | 0,903   |

## Bilan de la saison
| Championnat d'Uruguay de football 2025   |            |
| Champion                                 |            |
| Coupes et trophées                       |            |
| Vainqueur de la Coupe d'Uruguay 2025     | 0          |
| Qualifications continentales             |            |
| Copa Libertadores                        |            |
| Copa Sudamericana                        | CA Peñarol |
| Promotions et relégations                |            |
| Promus en Liga AUF Uruguaya              |            |
| Relégués en Segunda División Profesional |            |